# پارانوئید پارک
پارانوئید پارک (به انگلیسی: Paranoid Park) فیلمی درام محصول مشترک فرانسه و آمریکا در سال ۲۰۰۷ است. این فیلم به کارگردانی گاس ون سنت و با اقتباس از رمانی از بلیک نلسون ساخته شده و تصویرگر نوجوانی است که با مرور خاطره حادثه‌ای که ظاهراً او هم نقشی در آن داشته‌است، آشفته‌وار سعی بر نگارش ماجرا دارد. پارانوئید پارک، جایزهٔ ویژهٔ شصت سالگی جشنواره فیلم کن را در سال ۲۰۰۷ به‌دست آورد.

## داستان
داستان در پورت‌لند (ایالت اورگن) روی می‌دهد. الکس (گیب نوینز) نوجوانی که دغدغه نوشتن دارد تلاش می‌کند تا آنچه را که از حادثه پارانویید پارک در ذهن آشفته‌اش دارد، بنویسد. روایت او از حادثه به کندی پیش می‌رود و همواره در لابلای شرح پیشامد، تصاویر درهمی از اسکیت بورد سواری نوجوانان دیگر در پارک دیده می‌شود. صداهای نامفهوم و درهم و برهمی که با تصاویر همراه است، نشانگر فضای ذهنی الکس است. پس از آنکه نوشتن آلکس به پایان می‌رسد و او دست‌نوشته‌هایش را آتش می‌زند، باز هم تصاویری از اسکیت بوردسواری در پارانویید پارک به نمایش درمی‌آید که البته این بار خود الکس در تصاویر دیده می‌شود.

## فرایند تولید

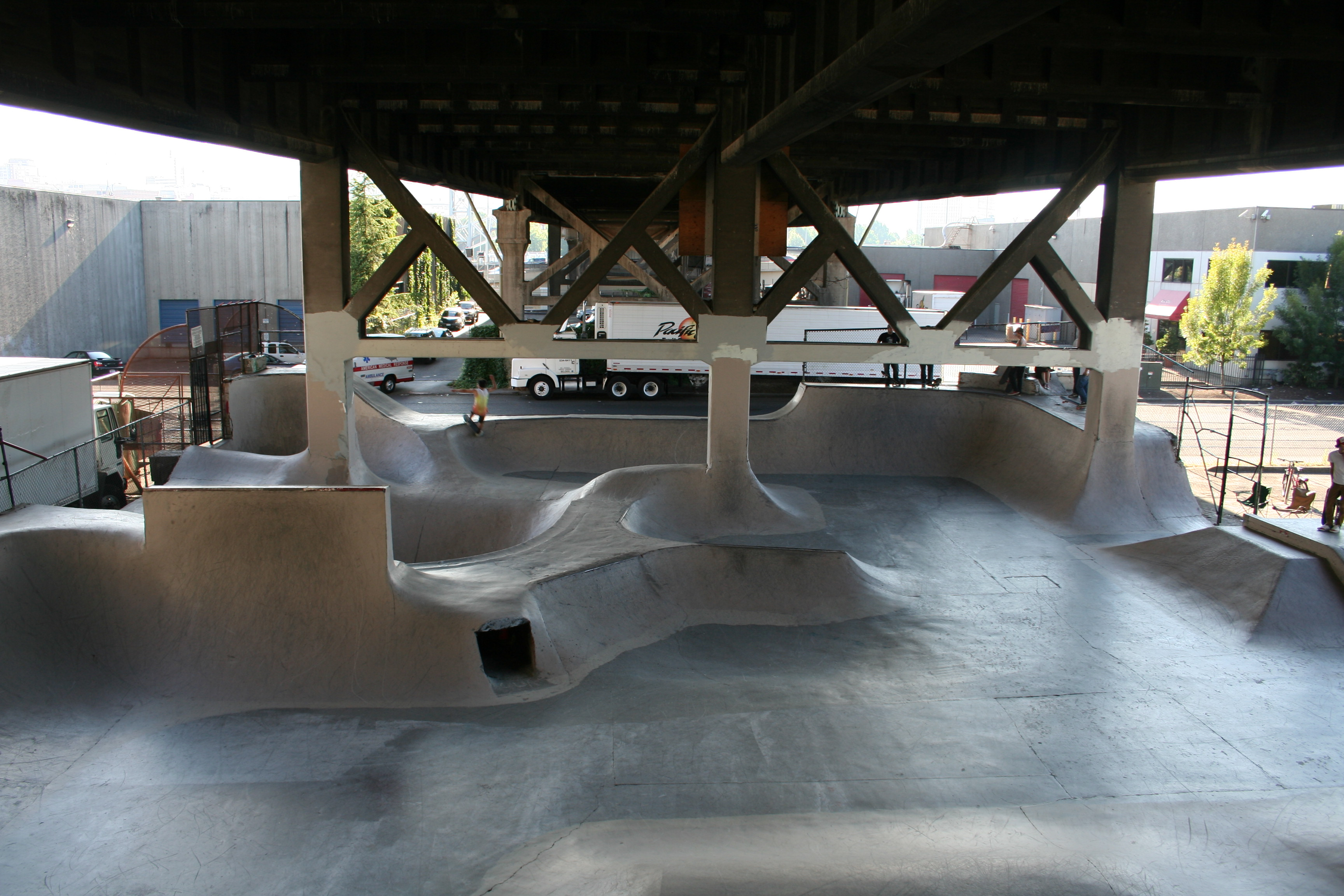
پارک در پورت‌لند ایالت اورگن

فیلم پارانویید پارک در پورت‌لند ایالت اورگن یعنی همان‌جایی که داستان رمان درآنجا روی داده، فیلم‌برداری شده‌است. به گفته بلیک نلسون نویسنده رمان، همه صحنه‌ها و دیالوگ‌های فیلم در رمان هم وجود دارند اما از لحاظ ساختاری تفاوت‌هایی دارد. نلسون در فرایند نگارش فیلم‌نامه هیچ دخالتی نداشته‌است. فیلم روایتی غیرخطی و درهم و برهم دارد و با بودجه‌ای نسبتاً کم و با بازیگران غیرحرفه‌ای ساخته شده‌است.
ون سنت برای گزینش بازیگران غیرحرفه‌ای فیلم، از طریق فراخوان نوجوانان دبیرستانی اقدام کرد. برخی از صحنه‌های فیلم با فرمت سوپر هشت و بقیه فیلم با دوربین ۳۵ میلی‌متری فیلمبرداری شده‌است. بیشتر موسیقی‌ها و ترانه‌هایی که در فیلم به‌کار رفته، هنگام تدوین توسط ون سنت و با کمک دستیار تدوین که به گفته او، یک موسیقی‌شناس حرفه‌ای بوده، انتخاب و به تصاویر افزوده شده‌اند.

## دیدگاه منتقدان
منتقدان مجله کایه دو سینما پارانویید پارک را یکی از ۱۰ فیلم برتر سال ۲۰۰۷ معرفی کرده‌اند. تاد مک کارتی، منتقد ورایتی این فیلم را از نظر فنی ماهرانه و از دیدگاه مخاطب عام ضعیف دانسته است.